# Gran Premio di Cina 2012
Il Gran Premio di Cina 2012 è stata la terza prova della stagione 2012 del campionato mondiale di Formula 1. Si è disputata domenica 15 aprile 2012 in Cina, sul circuito di Shanghai. La gara è stata vinta da Nico Rosberg su Mercedes, al suo primo successo in carriera. Rosberg ha preceduto sul traguardo i due piloti della McLaren-Mercedes, i britannici Jenson Button e Lewis Hamilton.

## Vigilia

### Aspetti tecnici
La Pirelli, fornitore unico degli pneumatici, annuncia per questo gran premio coperture di tipo medio e morbido. La FIA pone sul rettilineo prima della curva 14 la zona di attivazione del DRS.
La Lotus presenta una protesta ufficiale contro l'ala posteriore montata dalla Mercedes F1 W03. Tale ala va in stallo durante l'attivazione del DRS. Tale sistema è stato giudicato conforme al regolamento nelle prime due gare stagionali, e anche dai commissari del Gran Premio di Cina. La FIA respinge il ricorso del team britannico, che decide di non continuare nella sua azione di protesta.
L'HRT indica Tony Cuquerella quale nuovo direttore tecnico della scuderia. Il ruolo era vacante dopo l'abbandono di Geoff Willis, avvenuto nel settembre 2011.

### Aspetti sportivi
Il 30 marzo 2012 Adam Parr si dimette da presidente della Williams Grand Prix Holdings PLC, sostituito da Nick Rose. Viene resa nota inoltre la cessazione del rapporto di sponsorizzazione del Lotus F1 Team con la Lotus Cars; nonostante ciò il team manterrà il nome Lotus.
Emanuele Pirro è il commissario aggiunto nominato dalla FIA. Il pilota italiano era stato nominato in tale ruolo a più riprese nel passato, tra cui nell'edizione 2011 del gran premio cinese.
Lewis Hamilton è penalizzato di cinque posizioni sulla griglia di partenza per aver sostituito il cambio. Nella prima sessione di prove libere del venerdì Valtteri Bottas prende il posto di Bruno Senna alla Williams, Giedo van der Garde quello di Vitalij Petrov alla Caterham e Jules Bianchi quello di Paul di Resta alla Force India. Per Bianchi e van der Garde è l'esordio in una sessione di un gran premio di F1.

## Prove

### Resoconto
La prima sessione è iniziata con pista umida, tanto che i team hanno preferito concentrarsi su test di aerodinamica. Il primo pilota a far segnare un tempo significativo è stato Mark Webber con 1'39"558. Nella parte centrale della sessione è comparsa la pioggia che non ha permesso a nessuno di battere il tempo dell'australiano.
Solo nella parte finale, con la pista che andava asciugandosi, Lewis Hamilton ha ottenuto il tempo migliore, precedendo il duo della Mercedes.
La seconda sessione è stata effettuata su pista asciutta. Lewis Hamilton è stato il più rapido nella prima parte, quando tutte le monoposto montavano gomme medie. Dietro all'inglese si ponevano Schumacher e Vettel, prima dell'inserimento al terzo posto di Kamui Kobayashi della Sauber-Ferrari. Sebastian Vettel, con gomme morbide, ha battuto il tempo di Hamilton.
Michael Schumacher ha poi ottenuto il tempo migliore, con Hamilton secondo e Vettel terzo. Paul di Resta è stato autore di un testacoda mentre e Vitalij Petrov è stato protagonista di un'uscita all'ultima curva. Timo Glock della Marussia-Cosworth, dopo aver perso l'ala anteriore, è andato a sbattere alla prima curva, soffrendo poi per dei dolori alle mani.
Nella sessione del sabato il miglior tempo è fatto segnare da Lewis Hamilton, che ha preceduto il compagno di scuderia Jenson Button. Il tempo è stato ottenuto nella parte finale della sessione, quando la McLaren montava gomme soft.

### Risultati
Nella prima sessione del venerdì si è avuta questa situazione:
| Pos | Nº | Pilota             | Costruttore      | Tempo    | Gap    | Giri |
| --- | -- | ------------------ | ---------------- | -------- | ------ | ---- |
| 1   | 4  | Lewis Hamilton     | McLaren-Mercedes | 1'37"106 |        | 7    |
| 2   | 8  | Nico Rosberg       | Mercedes         | 1'38"116 | +1"010 | 14   |
| 3   | 7  | Michael Schumacher | Mercedes         | 1'38"316 | +1"210 | 14   |

Nella seconda sessione del venerdì si è avuta questa situazione:
| Pos | Nº | Pilota             | Costruttore             | Tempo    | Gap    | Giri |
| --- | -- | ------------------ | ----------------------- | -------- | ------ | ---- |
| 1   | 7  | Michael Schumacher | Mercedes                | 1'35"973 |        | 32   |
| 2   | 4  | Lewis Hamilton     | McLaren-Mercedes        | 1'36"145 | +0"172 | 29   |
| 3   | 1  | Sebastian Vettel   | Red Bull Racing-Renault | 1'36"160 | +0"187 | 27   |

Nella sessione del sabato mattina si è avuta questa situazione:
| Pos | Nº | Pilota         | Costruttore      | Tempo    | Gap    | Giri |
| --- | -- | -------------- | ---------------- | -------- | ------ | ---- |
| 1   | 4  | Lewis Hamilton | McLaren-Mercedes | 1'35"940 |        | 13   |
| 2   | 3  | Jenson Button  | McLaren-Mercedes | 1'36"063 | +0"123 | 12   |
| 3   | 8  | Nico Rosberg   | Mercedes         | 1'36"389 | +0"449 | 16   |

## Qualifiche

### Resoconto
Nella prima fase il miglior tempo è fatto segnare dal messicano Sergio Pérez della Sauber-Ferrari, che precede Fernando Alonso. Il campione del mondo Sebastian Vettel rischia l'eliminazione avendo quindicesimo tempo fino alle fasi finale della sessione. Vengono eliminati i due piloti della Caterham, i due della Marussia, i due della HRT, più Jean-Éric Vergne.
In Q2 tutti montano subito gomme soft. Si portano in testa le due Mercedes, mentre le due Ferrari sono decima con Alonso e sesta con Massa. Col secondo tentativo anche Massa esce dalla top ten, prima che Pérez, col tempo, faccia uscire dai primi dieci il brasiliano. Mark Webber ottiene il tempo migliore della manche, ma così facendo il suo compagno di team, Sebastian Vettel, esce dai primi dieci e viene così eliminato. Per il tedesco è la prima eliminazione in Q2 dal Gran Premio del Brasile 2009. Oltre a Massa e Vettel sono eliminati i due piloti della Williams, i due della Force India e Daniel Ricciardo.
Nella fase decisiva Nico Rosberg ha fatto segnare il tempo migliore, seguito in classifica da Lewis Hamilton (poi arretrato di 5 posizioni per la sostituzione del cambio) e Michael Schumacher conquista la sua prima fila dal Gran Premio del Giappone 2006 a bordo della Ferrari. Nell'ultimo tentativo Kamui Kobayashi ha ottenuto il quarto tempo, ma nessuno è riuscito a battere il tempo di Rosberg. Per lui è la prima pole in F1, dopo 111 gran premi. È il novantacinquesimo pilota diverso a ottenere una pole in una gara valida per il mondiale. Alla Mercedes la partenza al palo mancava dal Gran Premio d'Italia 1955, ottenuta da Juan Manuel Fangio.

### Risultati
Nella sessione di qualifica si è avuta questa situazione:
| Pos                         | Nº | Pilota             | Costruttore             | Q1       | Q2       | Q3          | Griglia |
| --------------------------- | -- | ------------------ | ----------------------- | -------- | -------- | ----------- | ------- |
| 1                           | 8  | Nico Rosberg       | Mercedes                | 1'36"875 | 1'35"725 | 1'35"121    | 1       |
| 2                           | 4  | Lewis Hamilton     | McLaren-Mercedes        | 1'36"763 | 1'35"902 | 1'35"626    | 7       |
| 3                           | 7  | Michael Schumacher | Mercedes                | 1'36"797 | 1'35"794 | 1'35"691    | 2       |
| 4                           | 14 | Kamui Kobayashi    | Sauber-Ferrari          | 1'36"863 | 1'35"853 | 1'35"784    | 3       |
| 5                           | 9  | Kimi Räikkönen     | Lotus-Renault           | 1'36"850 | 1'35"921 | 1'35"898    | 4       |
| 6                           | 3  | Jenson Button      | McLaren-Mercedes        | 1'36"746 | 1'35"942 | 1'36"191    | 5       |
| 7                           | 2  | Mark Webber        | Red Bull Racing-Renault | 1'36"682 | 1'35"700 | 1'36"290    | 6       |
| 8                           | 15 | Sergio Pérez       | Sauber-Ferrari          | 1'36"198 | 1'35"831 | 1'36"524    | 8       |
| 9                           | 5  | Fernando Alonso    | Ferrari                 | 1'36"292 | 1'35"982 | 1'36"622    | 9       |
| 10                          | 10 | Romain Grosjean    | Lotus-Renault           | 1'36"343 | 1'35"903 | senza tempo | 10      |
| 11                          | 1  | Sebastian Vettel   | Red Bull Racing-Renault | 1'36"911 | 1'36"031 | N.D.        | 11      |
| 12                          | 6  | Felipe Massa       | Ferrari                 | 1'36"556 | 1'36"255 | N.D.        | 12      |
| 13                          | 18 | Pastor Maldonado   | Williams-Renault        | 1'36"528 | 1'36"283 | N.D.        | 13      |
| 14                          | 19 | Bruno Senna        | Williams-Renault        | 1'36"674 | 1'36"289 | N.D.        | 14      |
| 15                          | 11 | Paul di Resta      | Force India-Mercedes    | 1'36"639 | 1'36"317 | N.D.        | 15      |
| 16                          | 12 | Nico Hülkenberg    | Force India-Mercedes    | 1'36"921 | 1'36"745 | N.D.        | 16      |
| 17                          | 16 | Daniel Ricciardo   | STR-Ferrari             | 1'36"933 | 1'36"956 | N.D.        | 17      |
| 18                          | 17 | Jean-Éric Vergne   | STR-Ferrari             | 1'37"714 | N.D.     | N.D.        | 24      |
| 19                          | 20 | Heikki Kovalainen  | Caterham-Renault        | 1'38"463 | N.D.     | N.D.        | 18      |
| 20                          | 21 | Vitalij Petrov     | Caterham-Renault        | 1'38"677 | N.D.     | N.D.        | 19      |
| 21                          | 24 | Timo Glock         | Marussia-Cosworth       | 1'39"282 | N.D.     | N.D.        | 20      |
| 22                          | 25 | Charles Pic        | Marussia-Cosworth       | 1'39"717 | N.D.     | N.D.        | 21      |
| 23                          | 22 | Pedro de la Rosa   | HRT-Cosworth            | 1'40"411 | N.D.     | N.D.        | 22      |
| 24                          | 23 | Narain Karthikeyan | HRT-Cosworth            | 1'41"000 | N.D.     | N.D.        | 23      |
| Tempo limite 107%: 1'42"931 |    |                    |                         |          |          |             |         |

Con i tempi in grassetto sono visualizzate le migliori prestazioni in Q1, Q2 e Q3.

## Gara

### Resoconto
Nico Rosberg, che parte in pole, mantiene il comando della gara, davanti al compagno di scuderia Michael Schumacher, mentre guadagnano posizioni le due McLaren; sul lungo rettilineo prima della fine del primo giro Alonso passa Webber e sale all’ottavo posto. Alle spalle delle due Mercedes ci sono quindi Jenson Button, Kimi Räikkönen, Lewis Hamilton, Sergio Pérez, Kamui Kobayashi, Fernando Alonso e Mark Webber. Vettel è quattordicesimo. Le posizioni di testa rimangono invariate per i primi giri.
Alla fine del giro 6 Webber è il primo a cambiare gli pneumatici, seguito, tre giri dopo, da Kobayashi e Vettel. All'undicesimo giro Hamilton passa grazie al cambio gomme Räikkönen, coi due che vanno vicini al contatto nella corsia dei box. All'uscita dalla pit lane Webber s'inserisce fra i due, resistendo all’attacco di Kimi. Michael Schumacher, sempre secondo, va al cambio degli pneumatici al dodicesimo giro. La ruota anteriore destra non è ben fissata e dopo poche curve il tedesco è costretto al ritiro. Il leader della gara Rosberg si è invece fermato al giro 14.
Dopo questa sosta la testa della gara viene presa da Pérez, che non ha ancora cambiato coperture, seguito da Felipe Massa, anche lui ancora con gomme usate. Dopo le loro soste torna in testa Rosberg che aveva passato Massa al giro 17, seguito da Button, Hamilton, Webber, Räikkönen e Alonso. Alla fine del 21º giro Webber decide di effettuare la seconda sosta, seguito un giro dopo da Hamilton e al giro 24 da Button. Hamilton e Webber resteranno bloccati dietro a Massa prima di riuscire ad effettuare il sorpasso rispettivamente al giro 26 e 27.
Ora dietro a Rosberg risale Räikkönen, seguito da Alonso e Romain Grosjean. Dopo il cambio gomme del finlandese e dello spagnolo, che riesce a passarlo, secondo diventa Grosjean, seguito da Sebastian Vettel e Jenson Button. Al giro 30 l’inglese passa Vettel, che come Grosjean, Pérez e il leader Rosberg sembra puntare a fare solo due soste. Due giri dopo Vettel va ai box per la seconda sosta, seguito da Grosjean un giro dopo, che perde la posizione a favore del tedesco. Button, ora secondo, riduce il distacco da Nico Rosberg che, a sua volta, al trentacinquesimo giro, effettua la seconda sosta, rientrando secondo davanti a Pérez che si sta difendendo come un leone dagli attacchi di Hamilton e Webber. Anche l’australiano effettua la sua ultima sosta nello stesso giro.
Al giro 38 si fermano Hamilton e Alonso per la terza sosta, e poco dopo è il turno di Button, che però perde dei secondi per un cambio gomme non perfetto, vedendo svanire ogni possibilità di vittoria. A quindici giri alla fine Rosberg ha venti secondi di vantaggio su un gruppo comandato da Räikkönen seguito da Vettel, Button, Grosjean, Senna, Webber, Maldonado, Hamilton e Alonso. Webber passa Bruno Senna e Grosjean cosa che riesce anche ad Hamilton, Alonso invece finisce sullo sporco nel tentativo di passare Maldonado, venendo passato anche da Pérez.  Dietro a Räikkönen si crea una piccola fila di vetture, fino al giro 48 quando il finlandese, in crisi di gomme finisce per perdere otto posizioni in un solo passaggio. Contemporaneamente Hamilton ha ragione di Webber e sale al quarto posto.
A cinque giri dal termine Vettel viene passato da Button, che torna secondo. Vettel, che ha le gomme più vecchie deve cedere tre giri dopo ad Hamilton e, infine, al suo stesso compagno di squadra.
La gara è vinta da Nico Rosberg, che coglie la sua prima vittoria nel mondiale di F1, dopo 111 gran premi disputati. Il tedesco è il centotreesimo pilota a vincere una gara del mondiale. Per la Mercedes si tratta della decima vittoria nel mondiale, la prima dal Gran Premio d'Italia 1955 vinto da Juan-Manuel Fangio. Kamui Kobayashi conquista il primo giro veloce della sua carriera ed è il primo giapponese a farlo dopo Satoru Nakajima al Gran Premio d'Australia 1989, mentre per la Sauber è il primo giro veloce dal Gran Premio di Germania 2008, ottenuto all'epoca da Nick Heidfeld. Per la prima volta un motore Ferrari ottiene il giro più veloce su una vettura clienti.

### Risultati
I risultati del gran premio sono i seguenti:
| Pos | Nº | Pilota             | Costruttore             | Giri | Tempo/Ritiro | Griglia | Punti |
| --- | -- | ------------------ | ----------------------- | ---- | ------------ | ------- | ----- |
| 1   | 8  | Nico Rosberg       | Mercedes                | 56   | 1h36'26"929  | 1       | 25    |
| 2   | 3  | Jenson Button      | McLaren-Mercedes        | 56   | +20"626      | 5       | 18    |
| 3   | 4  | Lewis Hamilton     | McLaren-Mercedes        | 56   | +26"012      | 7       | 15    |
| 4   | 2  | Mark Webber        | Red Bull Racing-Renault | 56   | +27"924      | 6       | 12    |
| 5   | 1  | Sebastian Vettel   | Red Bull Racing-Renault | 56   | +30"483      | 11      | 10    |
| 6   | 10 | Romain Grosjean    | Lotus-Renault           | 56   | +31"491      | 10      | 8     |
| 7   | 19 | Bruno Senna        | Williams-Renault        | 56   | +34"597      | 14      | 6     |
| 8   | 18 | Pastor Maldonado   | Williams-Renault        | 56   | +35"643      | 13      | 4     |
| 9   | 5  | Fernando Alonso    | Ferrari                 | 56   | +37"256      | 9       | 2     |
| 10  | 14 | Kamui Kobayashi    | Sauber-Ferrari          | 56   | +38"720      | 3       | 1     |
| 11  | 15 | Sergio Pérez       | Sauber-Ferrari          | 56   | +41"066      | 8       |       |
| 12  | 11 | Paul di Resta      | Force India-Mercedes    | 56   | +42"273      | 15      |       |
| 13  | 6  | Felipe Massa       | Ferrari                 | 56   | +42"779      | 12      |       |
| 14  | 9  | Kimi Räikkönen     | Lotus-Renault           | 56   | +50"573      | 4       |       |
| 15  | 12 | Nico Hülkenberg    | Force India-Mercedes    | 56   | +51"213      | 16      |       |
| 16  | 17 | Jean-Éric Vergne   | STR-Ferrari             | 56   | +51"756      | 24      |       |
| 17  | 16 | Daniel Ricciardo   | STR-Ferrari             | 56   | +1'03"156    | 17      |       |
| 18  | 21 | Vitalij Petrov     | Caterham-Renault        | 55   | +1 giro      | 19      |       |
| 19  | 24 | Timo Glock         | Marussia-Cosworth       | 55   | +1 giro      | 20      |       |
| 20  | 25 | Charles Pic        | Marussia-Cosworth       | 55   | +1 giro      | 21      |       |
| 21  | 22 | Pedro de la Rosa   | HRT-Cosworth            | 55   | +1 giro      | 22      |       |
| 22  | 23 | Narain Karthikeyan | HRT-Cosworth            | 54   | +2 giri      | 23      |       |
| 23  | 20 | Heikki Kovalainen  | Caterham-Renault        | 53   | +3 giri      | 18      |       |
| Rit | 7  | Michael Schumacher | Mercedes                | 12   | Ruota        | 2       |       |

## Classifiche Mondiali

### Piloti
| Pos | Pilota             | Punti |
| --- | ------------------ | ----- |
| 1   | Lewis Hamilton     | 45    |
| 2   | Jenson Button      | 43    |
| 3   | Fernando Alonso    | 37    |
| 4   | Mark Webber        | 36    |
| 5   | Sebastian Vettel   | 28    |
| 6   | Nico Rosberg       | 25    |
| 7   | Sergio Pérez       | 22    |
| 8   | Kimi Räikkönen     | 16    |
| 9   | Bruno Senna        | 14    |
| 10  | Kamui Kobayashi    | 9     |
| 11  | Romain Grosjean    | 8     |
| 12  | Paul di Resta      | 7     |
| 13  | Jean-Éric Vergne   | 4     |
| 14  | Pastor Maldonado   | 4     |
| 15  | Daniel Ricciardo   | 2     |
| 16  | Nico Hülkenberg    | 2     |
| 17  | Michael Schumacher | 1     |

### Costruttori
| Pos | Team                    | Punti |
| --- | ----------------------- | ----- |
| 1   | McLaren-Mercedes        | 88    |
| 2   | Red Bull Racing-Renault | 64    |
| 3   | Ferrari                 | 37    |
| 4   | Sauber-Ferrari          | 31    |
| 5   | Mercedes                | 26    |
| 6   | Lotus-Renault           | 24    |
| 7   | Williams-Renault        | 18    |
| 8   | Force India-Mercedes    | 9     |
| 9   | STR-Ferrari             | 6     |

## Decisioni della FIA
Al termine della gara, la FIA ha multato la Mercedes di 5 000 euro per non aver fissato in modo sicuro la gomma anteriore destra sulla vettura di Michael Schumacher, dopo il primo pit stop. Il ritiro immediato del pilota ha comportato una decurtazione della multa.